# Gao (regio)
Gao is een van de regio's van Mali. De regio ligt het in oosten van het land, grenzend aan de regio's Kidal in het noorden, Timboektoe en Taoudénit in het westen en Ménaka in het oosten, en aan buurland Niger in het  zuiden. De hoofdstad van de regio is Gao. Andere steden zijn Bourem en Bamba. De regio had volgens de census in 2009 542.304 inwoners. In 2012 werd de cercle Ménaka een zelfstandige regio.
Veelvoorkomende volkeren in Gao zijn de Songai, Bozo, Tuareg en Bambara.
hoofdstedelijk district Bamako · Gao · Kayes · Kidal · Koulikoro · Ménaka · Mopti · Ségou · Sikasso · Taoudénit · Timboektoe